# Gérard Chabanon
Gérard Chabanon, né le 5 mars 1948 à Vals-près-le-Puy en Haute-Loire, est un ecclésiastique catholique français qui fut supérieur général des Pères blancs de 2004 à 2010.

## Biographie
Gérard Chabanon entre à la Société des Missions d'Afrique et fait son noviciat en 1970-1971 à Fribourg, puis il étudie la théologie à Totteridge près de Londres où il prononce son serment le 17 avril 1976. Il est ordonné prêtre le 27 juin 1976 au Puy. Il est envoyé ensuite pendant vingt ans dans différents endroits de Tanzanie, où les Pères blancs sont implantés depuis le début de l'histoire de l'Église catholique dans ce pays.
Il complète ses études en 1981 au Canada en Social Development à la Saint Francis Xavier University. Il enseigne au séminaire St. Edward's de sa congrégation à Totteridge.
Gérard Chabanon est nommé Provincial de France en 1998. En 2004, il est élu Supérieur général de la congrégation, succédant au P. François Richard à la maison généralice de Rome. Le Père Chabanon est chancelier de l'Institut pontifical d'études arabes et d'islamologie jusqu'en 2010.
Le chapitre général du 31 mai 2010 élit le Ghanéen Richard Baawobr comme Supérieur général des Pères blancs. Le 11 avril 2017, le P. Chabanon est élu provincial de la province d'Europe .